# MEF2C
El factor potenciador específico de miocito 2C (MEF2C, de sus siglas en inglés "Myocyte-specific enhancer factor 2C") es una proteína codificada en humanos por el gen mef2C. MEF2C es un factor de transcripción de la familia Mef2. Esta proteína es necesaria para el correcto desarrollo embrionario: ratones knockout que no poseen una copia funcional del gen mef2C mueren antes de nacer y tienen anomalías en el corazón y en el sistema vascular.

## Interacciones
El factor potenciador específico de miocito 2A ha demostrado ser capaz de interaccionar con:
- MAPK7[4]
- EP300[5]
- Factor de transcripción Sp1[6]
- TEAD1[7]
- SOX18[8]
- HDAC4[9][10]